# Орочки језик
Орочки језик је језик народа Орок са острва Сахалин на Руском далеком истоку. Припада породици тунгуских језика. Говори се у Охинском, Ногликском, Поронајском и Александровском рејону Сахалинске области. На почетку 21. века, створена је писана форма језика.

## Стање језика
Према резултатима пописа становништва Русије 2010. од 295 Орока само 47 је говорило орочким језиком. Ороци такође живе и на јапанском острву Хокаидо, али број хокаидских говорника орочког језика није познат.
Орочким језиком говоре припадници старије генерације Орока, док млади људи говоре руским језиком. 
Орочко писмо засновано на руској ћирилици створено је 2007. Објављен је буквар и орочки језик је као наставни предмет уведен у једној школи на острву Сахалин.

## Дијалекти
Постоје два дијалекта орочког језика: северни и јужни. 

## Писмо
Орочко ћирилично писмо створено 2007. године:

## Фонологија

### Самогласници
|           | Предњи   | Централни | Задњи      |
| --------- | -------- | --------- | ---------- |
| затворени | i iː     |           | u uː       |
| средњи    | ɛ ɛː, eː | ə əː      | ʌ ʌː, ɔ ɔː |
| отворени  |          | ɐ ɐː      |            |

### Сугласници
|           |                  | Двоуснени | Зубни | Бочни | Предњонепчани | Задњонепчани | Ресични |
| --------- | ---------------- | --------- | ----- | ----- | ------------- | ------------ | ------- |
| Праскави  | безвучни         | p         | t     |       | c             | k            | (q)     |
| Праскави  | звучни сугласник | b         | d     |       | ɟ             | ɡ            | (ɢ)     |
| Струјни   | безвучни         |           | s     |       |               | x            | (ʁ)     |
| Струјни   | звучни сугласник | β         | (z)   |       |               | ɣ            |         |
| Носни     | Носни            | m         | n     |       | ɲ             | ŋ            |         |
| Течни     | Течни            |           | r     | l     | ʎ             |              |         |
| Приближни | Приближни        |           |       |       | j             |              |         |